# Гарбузников Микола Федосійович
Микола Федосійович Гарбузников (нар. 28 травня 1931, Краснодон, Луганська область, УРСР — пом. 17 червня 1997, Донецьк, Донецька область, Україна) — радянський футболіст, тренер та суддя. Грав на позиції воротаря. Майстер спорту СРСР. Суддя республіканської категорії.

## Кар'єра гравця
Микола Гарбузников народився 28 травня 1931 року в місті Краснодон Луганської області. Випускник ДЮСШ Краснодону. У Краснодоні виступав за місцевий аматорський «Шахтар» у 1951—1952 роках.
У 1953 році переходить до складу сталінського «Шахтаря», в складі якого виступав до 1959 року. Дебютував молодий воротар у 1953 році не у вищій лізі чемпіонату СРСР, а в першій лізі радянського чемпіонату, оскільки роком раніше, в 1952 році, гірники посіли 13-те місце у вищій лізі та понизилися в класі. Отож дебютував Микола в 1953 році, і в своєму дебютному матчі запам'ятався пропущеним м'ячем. Того року гірник стали бронзовими призерами Першої ліги, але підвищитися в класі нк змогли. Зате в 1954 році «Шахтар» став переможцем Першої ліги СРСР та повернувся до вищого дивізіону радянського футболу. В цьому сезоні Гарбузников відіграв 11 матчів, в яких пропустив лише 5 м'ячів. З 1955 по 1959 роки виступав у складі сталінського «Шахтаря» в Вищій лізі чемпіонату СРСР. За час свого перебування в донецькій команді провів 54 матчі, в яких пропустив 60 голів. Ще 1 поєдинок (1 пропущений м'яч) провів у кубку СРСР.
В 1959 році захищав кольори кадіївського «Шахтаря», який в той час виступав у першій лізі СРСР. За цей час у футболці кадіївської команди зіграв 13 матчів, в яких пропустив 18 м'ячів.
У 1960—1961 роках захищав кольори донецького «Локомотиву», який також виступав у першій лізі СРСР. За цей час у футболці донецької команди зіграв понад 35 поєдинків.
Завершував кар'єру професійного футболіста Микола Гарбузников у складі олександрійського «Шахтаря», який в цей час також виступав у першій лізі СРСР. У складі олександрійських «гірників» у чемпіонаті зіграв 18 матчів, ще 2 поєдинки (5 пропущених м'ячів) за олександрійців відіграв у кубку СРСР.

## Досягнення
- Перша ліга СРСР
  -  Чемпіон (1): 1954
  -  Бронзовий призер (1): 1953

## Суддівська кар'єра
Після завершення кар'єри футболіста нетривалий час працював футбольним суддею. Отримав республіканську категорію. Головним арбітром не провів жодного поєдинку, натомість як боковий арбітр провів 7 матчів.

## Тренерська кар'єра
Після завершення кар'єри футболіста встиг також попрацювати на тренерських посадах. Зокрема, з 1963 по липень 1964 років був тренером «Азовсталі» (Жданов), у 1965 році був головним тренером «Шахтаря» (Єнакієве). У 1992 році також працював одним з тренерів у «донецькому «Шахтарі»». З серпня 1992 по липень 1993 років був тренером макіївського «Бажановця». 